# La Grève-sur-Mignon
La Grève-sur-Mignon är en kommun i departementet Charente-Maritime i regionen Nouvelle-Aquitaine i västra Frankrike. Kommunen ligger  i kantonen Courçon som ligger i arrondissementet La Rochelle. År 2022 hade La Grève-sur-Mignon 568 invånare.

## Befolkningsutveckling
Antalet invånare i kommunen La Grève-sur-Mignon
Referens:INSEE